# Peglerochaete
Peglerochaete là một chi nấm thuộc họ Tricholomataceae. Đây là chi đơn loài, chứa một loài Peglerochaete setiger.